# Топка (приток Шубинки)
Топка — река в России, протекает по территории Целинного района Алтайского края. Устье реки находится в 51 км по левому берегу реки Шубинки. Длина реки — 12 км, площадь водосборного бассейна — 35 км².

## Данные водного реестра
По данным государственного водного реестра России относится к Верхнеобскому бассейновому округу, водохозяйственный участок реки — Обь от слияния рек Бия и Катунь до города Барнаул, без реки Алей, речной подбассейн реки — бассейны притоков (Верхней) Оби до впадения Томи. Речной бассейн реки — (Верхняя) Обь до впадения Иртыша.